# Clemensia albata
Clemensia albata là một loài bướm đêm thuộc phân họ Arctiinae, họ Erebidae.